# Legenda o twierdzy Suramskiej
Legenda o twierdzy suramskiej – radziecki film fabularny z 1984, w reżyserii Siergieja Paradżanowa (we współpracy z aktorem Dawidem (Dodem) Abaszydzem).

## Opis fabuły
U podstawy legendy o twierdzy suramskiej leży przypowieść, według której forteca, wznoszona, aby bronić narodu gruzińskiego przed najeźdźcami, przetrwa wieki, jeśli w jej ścianie zostanie zamurowany młodzieniec. I znalazł się taki. Dopiero wtedy wokół twierdzy zakwitło pokojowe życie.